# تافاريس
تافاريس (بالإنجليزية: Tavares, Florida)‏ هي مدينة تقع في مقاطعة ليك (فلوريدا) بولاية فلوريدا في الولايات المتحدة. تبلغ مساحتها 19.3 (كم²)، وترتفع عن سطح البحر 23 م، بلغ عدد سكانها 9700 نسمة في عام 2000 حسب إحصاء مكتب تعداد الولايات المتحدة .

## معرض صور

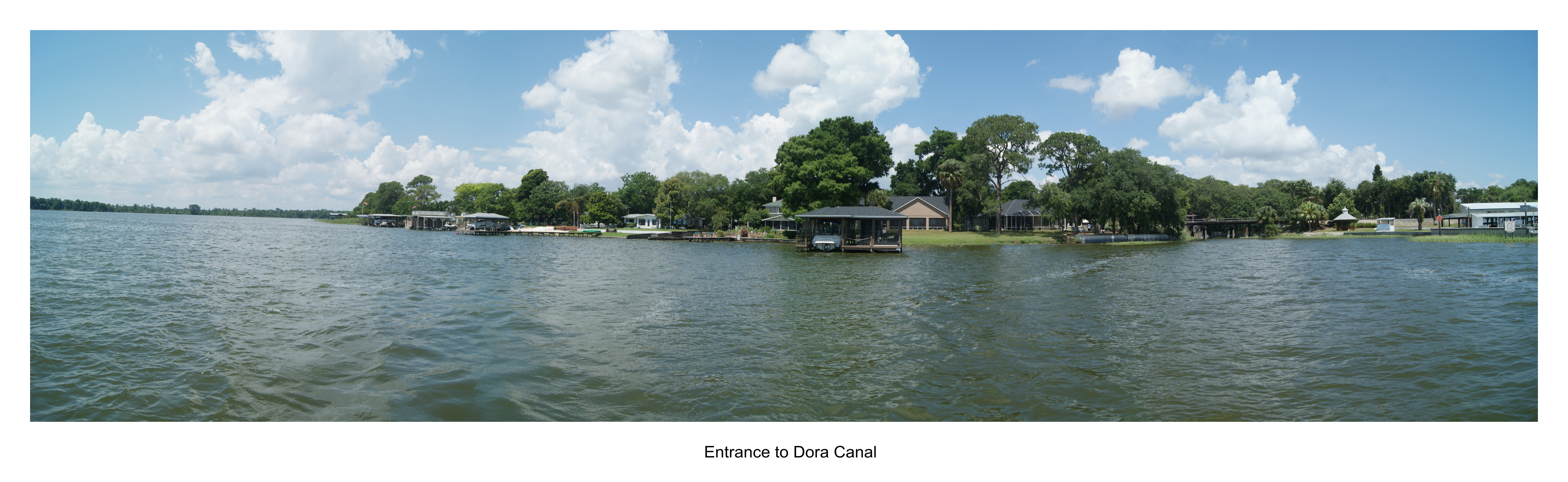
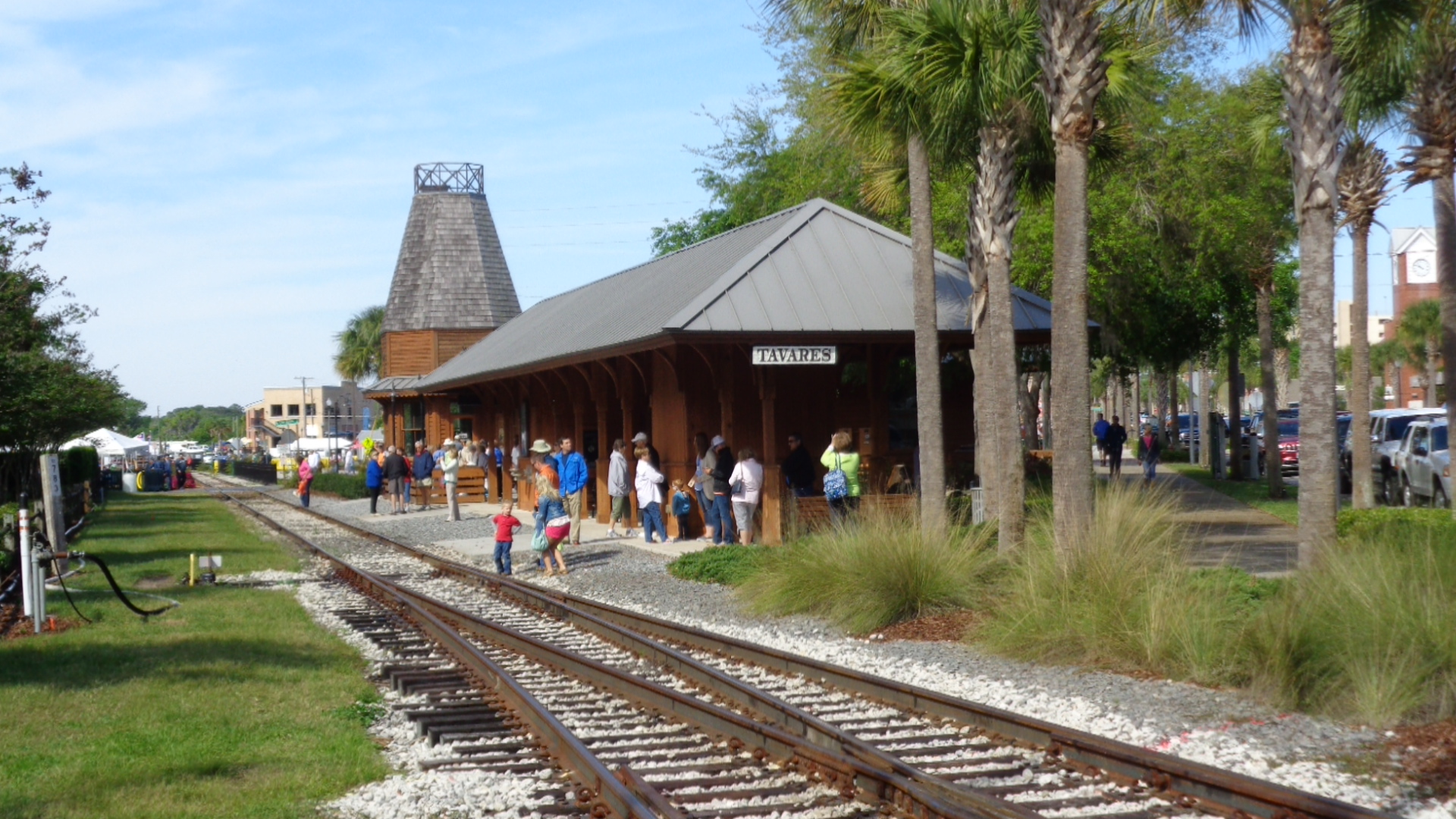
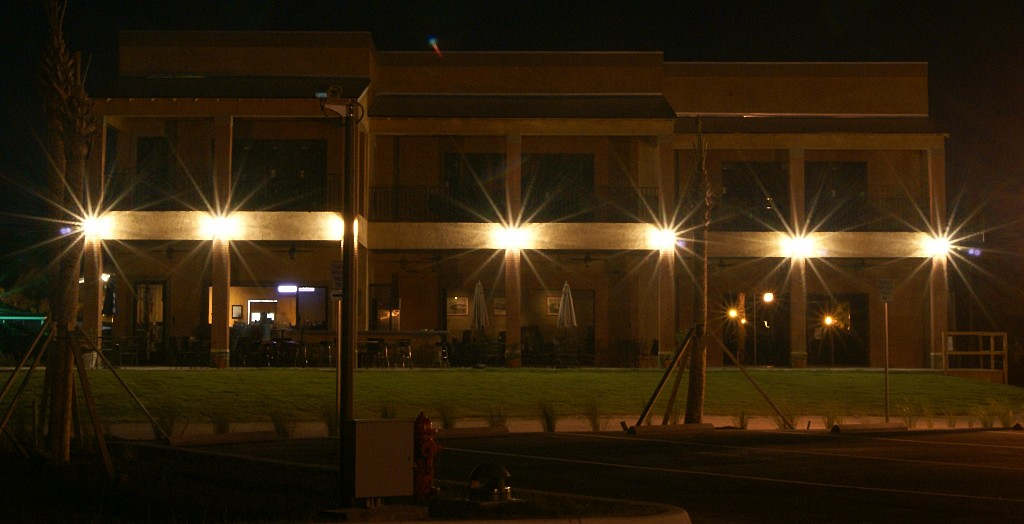

## أعلام
- جيرمين تايلور
- مالوري هورن
- جو براشاو